# Voo Air France 358
O voo Air France 358 é uma rota aérea da Air France, entre o Aeroporto de Paris-Charles de Gaulle (IATA: CDG, ICAO: LFPG), Paris - França, hub da Air France, ao Aeroporto Internacional Lester B. Pearson (YYZ), Toronto, a maior cidade do Canadá. O voo é diário, utilizando-se de um Airbus A340-300, saindo de Charles de Gaulle às 1 horas e 15 da tarde (horário local) e chegando em Lester B. Pearson às 3 horas e 35 da tarde, horário local. Em 2 de agosto de 2005, o avião derrapou e saiu da pista após a aterrissagem. Todos os passageiros sobreviveram.

## O acidente
Durante a tarde de 2 de agosto de 2005, o voo 358 da Air France aproximou-se da pista 24L-06R aproximando-se pela cabeceira 06R. Chovia bastante, tornando a aproximação extremamente turbulenta - ao ponto de apagar todas as luzes do interior do avião nos momentos finais da aproximação. O avião pousou no aeroporto às 4h03 horário local. A operação de pouso parecia ter sido bem-sucedida - um dos passageiros afirmou à mídia local ter ouvido aplausos de alguns dos passageiros. Porém, o avião não diminuiu sua velocidade o suficiente - possivelmente por causa do tempo instável e da pista (h)úmida - tendo derrapado a 200 metros da cabeceira 24L, saído da pista e parado em um riacho, imediatamente ao lado da via expressa mais movimentada do mundo.
Todos os 297 passageiros e 12 tripulantes sobreviveram, alguns com ferimentos leves, tendo saído do avião apenas dois minutos após o avião ter parado definitivamente. Imediatamente após a saída de todos os passageiros e tripulantes, o avião foi engolfado por chamas. O fogo foi apagado apenas duas horas depois, mesmo com a chuva forte que abatia a região no momento. Alguns dos passageiros e tripulantes entraram na via expressa, onde foram socorridos por motoristas e ambulâncias. Outros foram socorridos diretamente na ribanceira. Alguns dos motoristas levaram feridos até hospitais, e pessoas sem ferimentos diretamente ao terminal aeroportuário. Outros cederam seus telefones celulares aos passageiros, para que estes telefonassem a familiares e amigos esperando no terminal.
Em aproximadamente duas horas, a maioria dos sobreviventes foi levada até o terminal do aeroporto, onde parentes e amigos aguardavam ansiosamente. O restante foi levado a hospitais na região, com ferimentos leves.
Esta foi a maior crise já enfrentada pelo Aeroporto Internacional Lester B. Pearson desde os ataques de 11 de setembro, em 2001. Voos com destino a Toronto foram desviados para outros aeroportos em Ottawa, London, Hamilton, Montreal, Winnipeg e Syracuse. Aproximadamente 540 voos no Aeroporto Internacional Lester B. Pearson foram cancelados, até que destroços localizados na pista fossem removidos para áreas distantes das pistas e taxiways do aeroporto.

## Causas do acidente

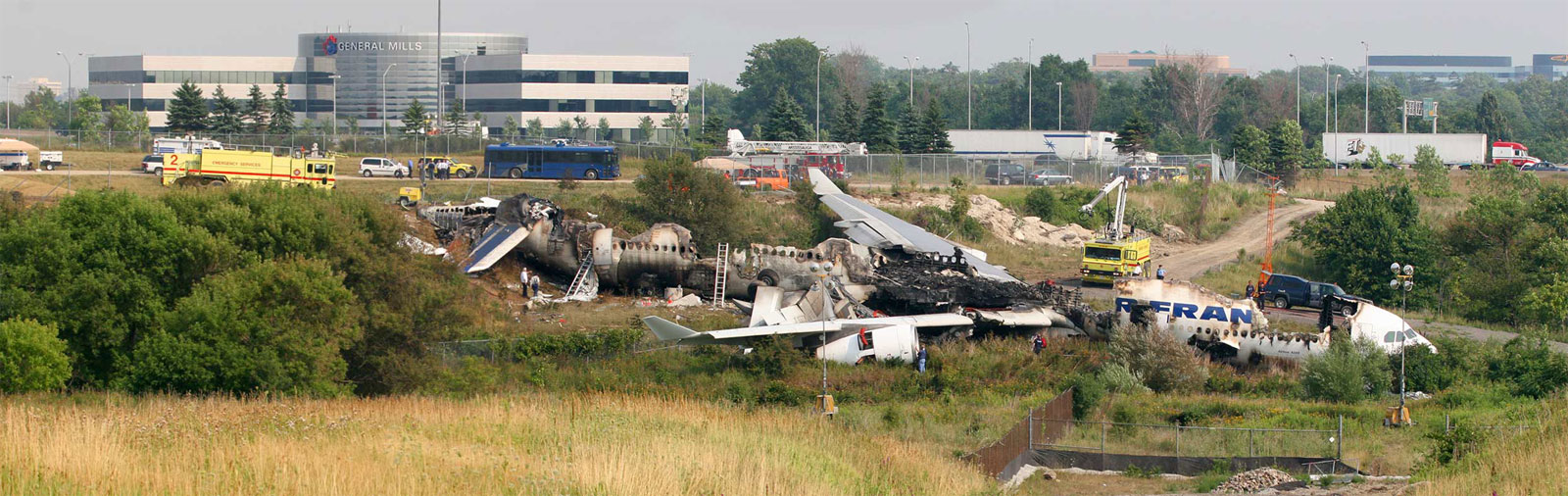
Air France Airbus A340-300, voo número 358, um dia após o acidente

Um dos passageiros a bordo do avião afirmou ter visto um dos motores do Airbus em chamas. A empresa que administra o Aeroporto Internacional Lester B. Pearson afirmou que, muito provavelmente, foi o tempo instável a principal causa do acidente - desde as 11 e meia da manhã, um aviso de tempestade severa havia sido instituído na região metropolitana de Toronto - e afirmou que a conduta da tripulação da Air France - que abriu rapidamente algumas das portas do avião - foi exemplar. Os feridos foram levados a um número de hospitais na região, mas o avião ficou completamente destruído.
Este foi o primeiro acidente registrado com um Airbus A340. A matrícula da aeronave acidentada em questão é F-GLZQ. Este entrou em serviço em 1999, e sua última checagem de manutenção foi feita em 5 de julho de 2005. Esta aeronave fez um total de 3.711 voos e 28 418 horas de voo.
Em 4 de agosto, autoridades começaram a vistoriar a aeronave e buscar pela caixa-preta da aeronave, bem como outras pistas sobre a causa do acidente. No dia seguinte, a caixa-preta foi encontrada e enviada à França para ser analisada. Foi descoberto que o Airbus foi obrigado a pousar na menor pista do Aeroporto junto, a baixa visibilidade, a chuva e o mau tempo fez os pilotos terem dificuldade na aproximação para o pouso, a pista estava molhada fazendo que, quando o A340 toucou a pista fizesse que ele fosse mais rápido, o fato dos pilotos após o pouso não acionarem os Reversores de empuxo fez que eles perdessem tempos valiosos para parar, acontecendo a ultrapassagem da pista.

## Nacionalidades dos passageiros
A bordo do voo estavam 104 cidadãos canadenses, 101 franceses, 19 italianos, 14 norte-americanos, 8 indianos e 7 britânicos.